# Can-Am 1983
Can-Am 1983 var ett race som kördes över sex omgångar. Jacques Villeneuve Sr. tog sin enda titel i serien körande en Frissbee.

## Delsegrare
| Datum        | Bana           | Vinnare                |
| ------------ | -------------- | ---------------------- |
| 5 juni       | Mosport Park   | Jacques Villeneuve Sr. |
| 3 juli       | Lime Rock      | Jim Crawford           |
| 18 juli      | Road America   | John Fitzpatrick       |
| 4 september  | Trois-Rivières | Jacques Villeneuve Sr. |
| 11 september | Mosport Park   | Jim Crawford           |
| 9 oktober    | Sears Point    | Jacques Villeneuve Sr. |

## Slutställning
| Plats | Förare                 | Poäng |
| ----- | ---------------------- | ----- |
| 1     | Jacques Villeneuve Sr. | 96    |
| 2     | Jim Crawford           | 93    |
| 3     | Bertil Roos            | 64    |
| 4     | Charles Monk           | 55    |
| 5     | Horst Kroll            | 55    |
| 6     | Marcio Romano          | 48    |
| 7     | Michael Roe            | 46    |
| 8     | John Fitzpatrick       | 34    |